# Pravoslavný chrám svatého Cyrila a Metoděje (Lublaň)
Chrám svatých Cyrila a Metoděje v Lublani (slovinsky Cerkev sv. Cirila in Metoda, srbsky Храм светих Кирила и Методија /Hram svetih Kirila i Metodija), nazývaný obecně též jako pravoslavný kostel (sl. Pravoslavna cerkev, srb. Pravoslavna crkva), je pravoslavný chrám východního chrámového stylu v Lublani, hlavním městě Slovinska. 
Chrám se nachází v Trubarově parku (Trubarjev park) mezi ulicemi Bleiweisovou (Bleiweisova cesta) a Prešerenova (Prešernova cesta) v klidné části města, nedaleko historického jádra.
Chrám spadá pod správu záhřebsko-lublaňské metropolie Srbské pravoslavné církve.
Byl vystavěn ve 30. letech 20. století.

## Okolí chrámu
V parku v těsné blízkosti kostela má svůj pomník srbský jazykovědec Vuk Stefanović Karadžić a před chrámem slovinský jazykovědec a protestantský reformátor Primož Trubar. Nedaleko chrámu se nacházejí také budovy Slovinské národní galerie a Muzea moderního umění.